# Abdulaziz Al-Kuwari
Abdulaziz Al-Kuwari, né le 13 novembre 1979 au Qatar, est un pilote de rallye qatari.

## Biographie
Il commence sa carrière de pilote de rallye en 2003 sur une Mitsubishi dans le championnat du Moyen-Orient des rallyes (MERC).
En 2012, il passe des Mitsubishi et Subaru habituelles à une Mini John Cooper Works S2000 (es) et gagne plusieurs rallyes au Moyen-Orient.
Son premier rallye en WRC est le Rallye de l'Acropole où il s'engage sur une Mini John Cooper Works WRC de l'équipe Seashore Qatar Rally et termine pour son premier rallye WRC à la 10e place, marquant 1 point au championnat du monde. Il revient en WRC pour le Rallye d'Espagne mais finit hors des points.
L'année suivante il participe à la saison entière du WRC-2 et finit 2e de championnat avec 3 victoires dans sa catégorie. Comme en 2012 il participe au Rallye d'Espagne avec une Ford Fiesta RS WRC et termine dans les points.
Il prend part par la suite à des rallyes du championnat du monde en WRC-2 ainsi que du MERC.